# Leningrad
Leningrad (em russo: Ленинград) é uma banda de rock alternativo/ska punk da Rússia.
São conhecidos por fazerem músicas com letras obscenas e sujas. A banda é tão mal-vista pelo ex-prefeito de Moscou, Yury Luzhkov, que ele cancelou todas as tentativas do grupo de tocar na capital russa enquanto esteve no poder.
Sua canção "Nikogo ne zhalko" figurou na trilha sonora do jogo eletrônico Grand Theft Auto IV, mais precisamente na rádio Vladivostok FM.

## Membros
- Sergei Shnurov "Shnur" (Сергей Шнуров "Шнур") - vocais, arranjos, letras
- Vyacheslav Antonov "Sevych" (Вячеслав Антонов "Севыч") - backing vocais, maracas
- Aleksandr Popov "Puzo" (Александр Попов "Пузо") - tambor, percussão, vocais
- Andrey Antonenko "Antonenych" (Андрей Антоненко "Антоненыч") - tuba, arranjos
- Denis Mozhin (Денис Можин) - diretor de som
- Grigoriy Zontov "Zontik" (Григорий Зонтов "Зонтик") - saxofone tenor
- Roman Parygin "Shukher" (Роман Парыгин "Шухер") - trompete
- Denis Kuptsov "Kashchey" (Денис Купцов "Кащей") - bateria
- Andrey Kurayev "Ded" (Андрей Кураев "Дед") - baixo
- Ilya Rogachevskiy "Pianist" (Илья Рогачевский "Пианист") - teclado
- Konstantin Limonov "Limon" (Константин Лимонов "Лимон") - guitarra
- Vladislav Aleksandrov "Valdik" (Владислав Александров "Валдик") - trombone
- Aleksey Kanev "Lekha" (Алексей Канев "Леха") - saxofone barítono, saxofone alto

## Discografia
| Ano  | Álbum                                | Tradução                          | Informações adicionais             |
| ---- | ------------------------------------ | --------------------------------- | ---------------------------------- |
| 1999 | Пуля                                 | Bala                              |                                    |
| 1999 | Мат без электричества                | Mat sem a eletricidade            |                                    |
| 2000 | Дачники                              | Pessoas de chalés                 |                                    |
| 2001 | Пуля+ (Диск 1)                       | Balla+ (Disco 1)                  |                                    |
| 2001 | Пуля+ (Диск 2)                       | Bala+ (Disco 2)                   |                                    |
| 2001 | Маде ин жопа                         | Feito no cu                       |                                    |
| 2002 | Пираты XXI века                      | Piratas do século XXI             |                                    |
| 2002 | Точка                                | Ponto                             | Contém a canção "Money"            |
| 2003 | Ленинград уделывает Америку (Диск 1) | Leningrad faz a América (Disco 1) |                                    |
| 2003 | Ленинград уделывает Америку (Диск 2) | Leningrad faz a América (Disco 2) |                                    |
| 2003 |                                      | 'Vtoroi Magadanskiy'              |                                    |
| 2003 | Для миллионов                        | Por Milhões                       | Contém a canção "Меня зовут Шнур". |
| 2004 | Бабаробот                            | Robô Feminino                     |                                    |
| 2004 | (Не) Полное собрание сочинений       | Trabalhados (não) coletados       | Coletânea                          |
| 2005 | Хуйня                                | Besteira                          | Colaboração com The Tiger Lillies. |
| 2006 | Хлеб                                 | Pão                               | Lançamento alemão de Хлеб          |
| 2006 | Бабье лето                           | Veranico                          |                                    |
| 2007 | Аврора                               | Aurora                            |                                    |